# Бродарица
Бродарица је насељено мјесто у Далмацији. Припада граду Шибенику, у Шибенско-книнској жупанији, Република Хрватска.

## Географија
Бродарица се налази око 6 км јужно од Шибеника.

## Становништво
Према попису становништва из 2011. године, насеље Бродарица је имало 2.534 становника.
| Демографија | Демографија | Демографија |
| Година      | Становника  | Становника  |
| ----------- | ----------- | ----------- |
| 1971.       | 551         |             |
| 1981.       | 1.374       |             |
| 1991.       | 1.878       |             |
| 2001.       | 2.355       |             |
| 2011.       |             | 2.534       |